# Institut für Wiener Klangstil
Das Institut für Wiener Klangstil (Musikalische Akustik) ist eine universitäre Ausbildungsstätte und Teil der staatlichen Universität für Musik und darstellende Kunst Wien in Österreich. Das Forschungsinstitut widmet sich neben der Grundlagenforschung vor allem musikerspezifischen Fragestellungen und im Bereich der angewandten Forschung der Akustik von Musikinstrumenten und ihre Auswirkung auf die Spieltechnik.

## Geschichte
Der Begriff Wiener Klangstil findet sich erstmals 1966 in einem Schreiben des damaligen Präsidenten der Akademie für Musik und darstellende Kunst Wien, Hans Sittner, an das Bundesministerium, in dem er die Neugründung von sechs wissenschaftlichen Instituten für das Studienjahr 1966/67 beantragt. Darunter dieses Institut für Wiener Klangstil. Das Institut existierte bis 1980 unter dem Institutsleiter Hans Hadamovsky nur auf dem Papier und zeigte keinerlei Aktivitäten. 1971 wurde in einem Brief an das Rektorat vom Institutsleiter erstmals der Zweck des Institutes definiert: die Schaffung der stofflichen Grundlagen des „Wiener Klangstils“. 1973 erfolgte die Herausgabe eines dreibändigen, handschriftlich abgefassten Werkes Der Wiener Bläserstil durch Hadamovsky im Eigenverlag, in dem erstmals die Besonderheiten der Wiener Musiziertradition zum damaligen Zeitpunkt aus überwiegend subjektiver Sicht schriftlich festgelegt und definiert wurden.
1980 wurde das Institut durch die Zuteilung einer Assistentenstelle zum Leben erweckt. Es folgten Untersuchungen auf naturwissenschaftlicher Basis zu den baulichen, akustischen und spieltechnischen Besonderheiten der Wiener Oboe, des Wiener Horns und der Wiener Pauke.
Seit der Neugliederung der Universität im Jahr 2002 führt es den Namen "Institut für Wiener Klangstil (Musikalische Akustik)" als Institut 22, wodurch das erweiterte Aufgabenfeld ausgedrückt wurde. Forschungsbereiche sind: Musikalische Akustik, Psychoakustik, Physiologie des Hörens und Instrumentalspiels, Instrumentenkunde, Signalverarbeitung, Modellbildung und die Messtechnik.

## Forschungsmethoden
Das Akustische Labor des Institutes für Wiener Klangstil (Musikalische Akustik) bietet eine Vielzahl an Analysemöglichkeiten, wie zum Beispiel:
- Klanganalysen
- Messungen der Abstrahlcharakteristik
- Akustische Eingangsimpedanz und Admittanzmessungen
- Modalanalysen und Beschleunigungsmessungen
- Interferometrie, Messungen zur Vibrationsanalyse mittels 'Electronic Speckel Pattern Interferometry'
- Hochgeschwindigkeitsaufnahmen

Seit 1989 werden am Institut die Werkzeuge 'BIAS' und 'VIAS' zur Computer-Diagnose- und Therapie-Systeme von Musikinstrumenten für Instrumentenbauschulen, Museen und Universitäten entwickelt, die weltweit im Einsatz sind. Seit 2008 wird die Vermarktung im Spin Off Unternehmen ARTIM fortgesetzt.